# Andrzej Sobaszek
.

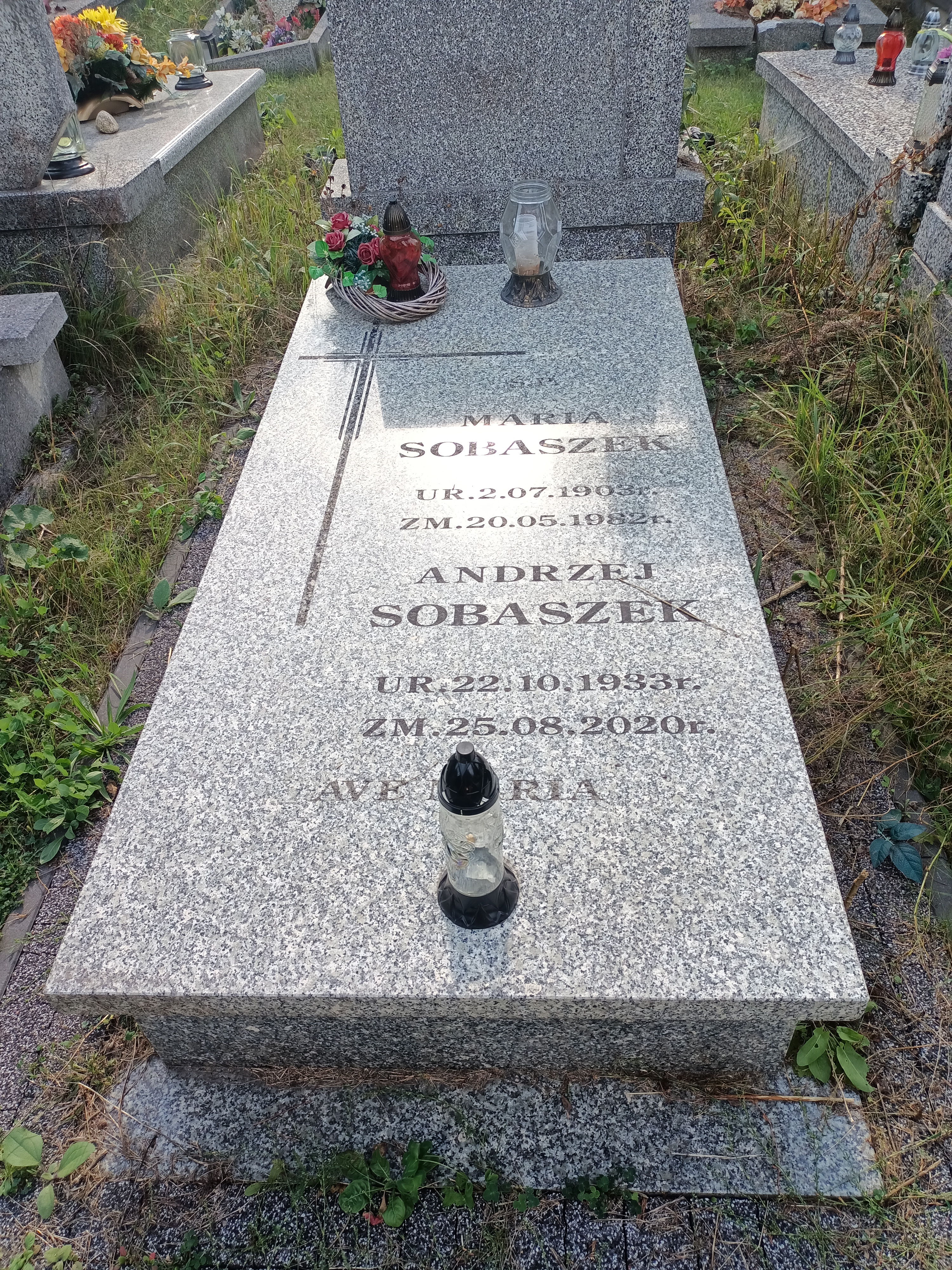
Grób Andrzeja Sobaszka na Cmentarzu Komunalnym Północnym w Warszawie

Andrzej Sobaszek (ur. 22 października 1933, zm. 25 sierpnia 2020) – polski fizyk, dr hab.

## Życiorys
Obronił pracę doktorską, następnie uzyskał stopień doktora habilitowanego. Był zatrudniony na stanowisku profesora nadzwyczajnego na Wydziale Fizyki Politechniki Warszawskiej. Zmarł 25 sierpnia 2020.